# Luna Park Ride
Luna Park Ride es el tercer álbum en vivo lanzado por la soprano finesa Tarja Turunen como solista el 29 de mayo de 2014. El concierto fue filmado en el estadio Luna Park en Buenos Aires, Argentina el 27 de marzo de 2011 por los fanes y audio mezclado por Tim Palmer. Aparte de este espectáculo, el lanzamiento también contiene 70 minutos de material filmado durante 2010-2014. En el Set List se encuentran canciones de Nightwish, banda de la queTarja Turunen fue miembro fundadora, además de la canción Signos, un tributo al cantante argentino Gustavo Cerati.

## Lista de canciones
1. «Dark Star»
2. «My Little Phoenix»
3. «The Crying Moon»
4. «I Walk Alone»
5. «Falling Awake»
6. «Signos»
7. «Little Lies»
8. «Underneath»
9. «Stargazers»
10. «Ciaran's Well»
11. «In for a Kill»
12. «Where Were You Last Night/Heaven is a Place on Earth/Livin' on a Prayer»
13. «Die Alive»
14. «Until my Last Breath»
15. «Wishmaster»

Bonus
- Masters of Rock 2010/Vizovice, República Checa (featuring Philarmonic Bohuslava Martinu Zlin and Choir)

1. «In for a Kill»
2. «I Walk Alone»
3. «Archive of Lost Dreams»
4. «Crimson Deep»

- Summerbreeze Open Air 2011/Dinkelsbühl, Alemania

1. «I Feel Immortal»
2. «The Siren»
3. «Until My Last Breath»

- Tele-Club 2014/Yekaterinburg, Rusia

1. «500 Letters»
2. «Damned and Divine»
3. «Neverlight»

- Wacken Open Air 2014/Wacken, Alemania

1. «Anteroom of Death» (featuring Van Canto)

- Summerbreeze Open Air 2014/Dinkelsbühl, Alemania

1. «Never Enough»
2. «Die Alive»
3. «Victim of Ritual»

## Personal
- Tarja Turunen: Cantante
- Mike Terrana: Baterista
- Doug Wimbish: Bajista
- Julian Barret: Guitarrista
- Christian Kretschmar: Tecladista
- Max Lilja: Chelista

## Lista de posiciones
| DVD (2015) | Pico de posición |
| ---------- | ---------------- |
| Suiza      | 3                |

| Álbum (2015)       | Pico de posición |
| ------------------ | ---------------- |
| Bélgica (Flanders) | 176              |
| Bélgica (Wallonia) | 114              |
| Alemania           | 55               |